# Bastorf
Bastorf är en kommun och ort i Landkreis Rostock i förbundslandet Mecklenburg-Vorpommern i Tyskland.
Kommunen ingår i kommunalförbundet Amt Neubukow-Salzhaff tillsammans med kommunerna Alt Bukow, Am Salzhaff, Biendorf, Carinerland och Rerik.